# Zamarada trifida
Zamarada trifida là một loài bướm đêm trong họ Geometridae.